# Web Feature Service
Web Feature Service (dále jen WFS) se do češtiny nepřekládá. Jedná se o standard vyvinutý a dále rozšiřovaný Open Geospatial Consortium (OGC). Služba pracující na principu klient-server umožňuje sdílení geografické informace ve formě vektorových dat v prostředí Internetu. Výsledkem požadavku např. GIS softwaru na WFS server jsou primárně geodata v formátu GML. Daná geografická data (bod, linie, plocha) jsou vztažena k referenčnímu souřadnicovému systému nejčastěji udáván pomocí datasetu EPSG.
Služba je obdobná OGC službě Web Map Service (WMS), ale na rozdíl od ní poskytuje v základní verzi přístup pouze k vektorovým datům s atributy ve formátu GML.

## Princip funkce WFS
Základním principem WFS jsou vzájemné interakce a to stroj-stroj a stroj-člověk. V nejvyšším vrcholu této komunikace je mapový server. Pokud podporuje WFS službu můžeme hovořit o WFS serveru. V jeho úložišti jsou uskladněna georeferencovaná vektorová data (SHP, DGN, prostorové databáze, aj.), v nastavení jsou popsány možnosti WFS serveru. Nejčastěji se pro označení souřadnicového referenčního systému (CRS - Coordinate Reference Systém) využívá dataset EPSG.
Klient je potom software, který komunikuje se serverem za účelem získání informací. K této komunikaci využívá Hyper Text Transfer Protocol - HTTP(S), resp. jeho metody dotazů, jimiž jsou GET a POST. Klient si poté zpracuje informace, které mu server zpřístupnil.
Tyto informace pomocí definovaného uživatelského rozhraní zpřístupní uživateli. Jedná se o interakci člověk-stroj (resp. uživatel-klient).

## Základní typy WFS a jejich dotazy dle OGC
1. Basic WFS - pouze dotazy GetCapabilities, GetFeature, DescribeFeatureType
2. XLink WFS - Basic WFS + dotaz GetGmlObject
3. Transactional WFS (WFS-T) - Basic WFS + dotazy
  1. operace s objektem: insertFeature, updateFeature, deleteFeature
  2. operace s objekty: LockFeature

## Vývojové verze WFS
- 1.0.0
- 1.1.0
- 2.0